# Hanshäger Bach

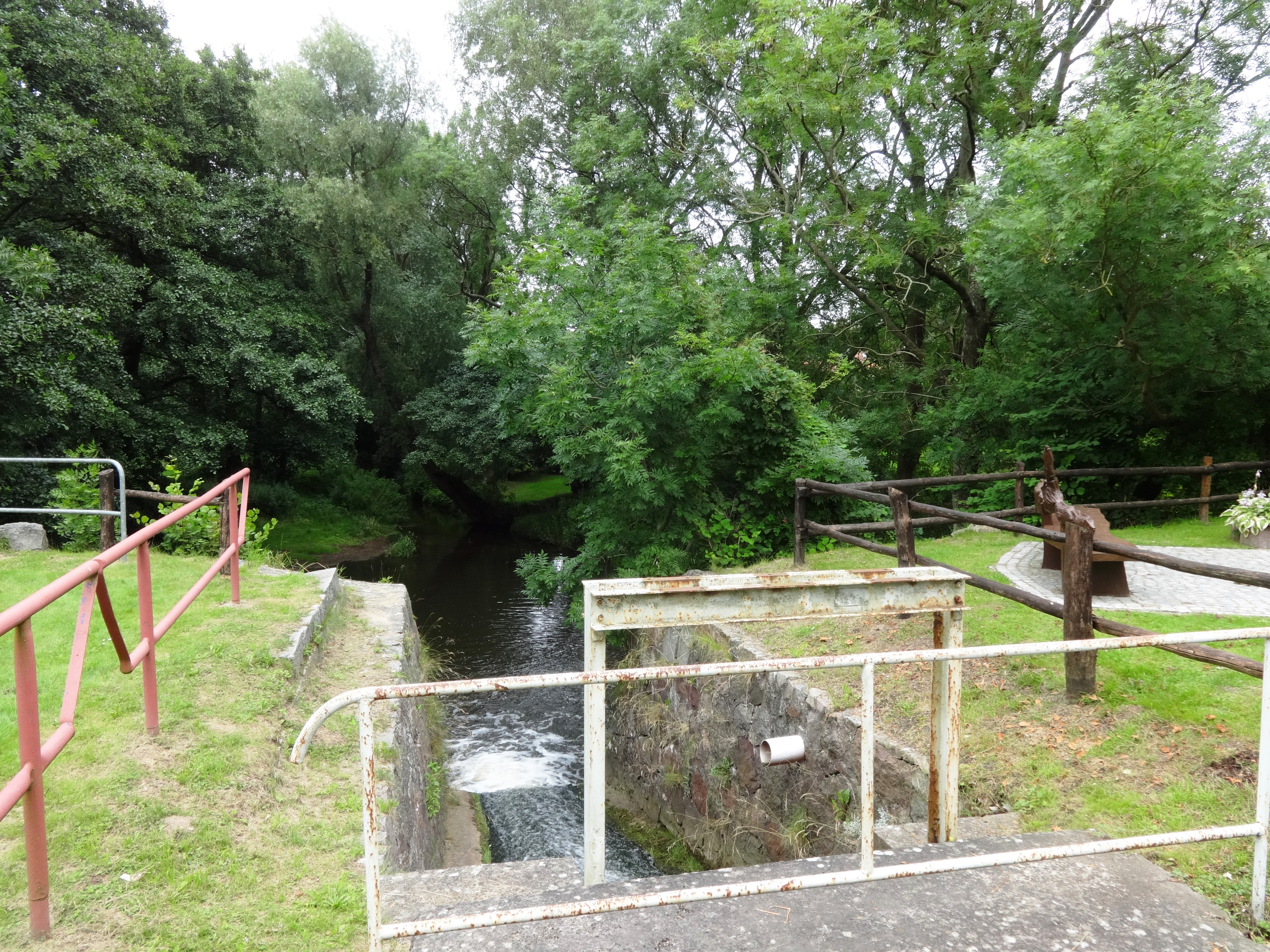
Hanshäger Bach in Kemnitz

Der Hanshäger Bach (seltener auch Hanshagener Bach, in der unteren Hälfte auch Kemnitz genannt) ist ein Bach im Landkreis Vorpommern-Greifswald.

## Oberlauf
Im südlich der B 109 gelegenen Waldgebiet der namengebenden Gemeinde Hanshagen münden in den aus der Gemeinde Groß Kiesow kommenden Brandmühlengraben, der hydrologisch als Quelllauf des Baches anzusehen ist, der ebenfalls aus Groß Kiesow kommende Schwarze Furtgraben und ein weiteres Fließgewässer. Der ab hier den Namen Hanshäger Bach tragende Bach verläuft dann entlang der Gemeindegrenze und des Waldrandes nach Nordwesten und biegt schließlich nach Norden ab.

## Mittellauf
Der Bach durchquert gesäumt von einem Grünstreifen zunächst einen Acker und unterquert dann die B 109. Auf seinem nun folgenden Abschnitt legt er bereits mehrere Meter Höhenunterschied zurück, bevor er den Mühlenteich der Wassermühle Hanshagen erreicht. Das Bachtal bei Hanshagen ist ein in eine Endmoräne eingeschnittenes Durchbruchstal, das auf einer Strecke von ungefähr zwei Kilometern ein Gefälle von 12 Metern aufweist. Seit 1958 steht das von südöstlich der Kirche Hanshagen in einem Bogen bis zur Wassermühle verlaufende Tal als Flächennaturdenkmal „Heithörn“ unter Schutz.
Von der Mühle fließt der Bach weiter nach Norden durch das Waldstück „Hellbusch“ in den Ortsteil Kemnitzerhagen der Gemeinde Kemnitz, wo er den Namen Kemnitz trägt. Hier ist er zum Kleinspeicher Kemnitzerhagen aufgestaut, einem der vier offenen Wasserspeicher Mecklenburg-Vorpommerns. Dieser diente einst zur Versorgung des mittlerweile stillgelegten Kernkraftwerks Lubmin mit Brauchwasser. Heute wird der Speicher vom Wasser- und Bodenverband Ryck-Ziese betrieben. Früher trieb der Bach in der Gegend des heutigen Kleinspeichers zudem eine erstmals 1248 erwähnte Mühle an, die 1594 als Papiermühle erwähnt wird. Sie brannte im 17. Jahrhundert ab, wurde aber von 1697 bis 1705 wieder aufgebaut und war von 1856 bis zu einem erneuten Brand 1925 als Mahlmühle in Betrieb. Vom Speicher aus fließt der Bach nach Nordwesten durch die Ortsteile Kemnitzerhagen und Kemnitz, zwischen denen er auch die Bahnstrecke Schönwalde–Lubmin passiert. In Kemnitzerhagen wurde er früher zudem von der Kleinbahnstrecke Greifswald-Wolgast überbrückt.

## Unterlauf
In Kemnitz unterquert er die Dorfstraße und durchfließt den abermals einige Meter tieferliegenden Dorfteich, an dem früher ebenfalls eine vom Bach angetriebene Mühle stand, die noch 1881 in Betrieb war. Nach Urkunden vom Anfang des 13. Jahrhunderts standen in Kemnitz früher offenbar vier verschiedene Wassermühlen. Weiter fließt er in einem Bogen nach Norden, wobei er die L 26 unterquert, und mündet dann in die von Osten kommende westliche Ziese. Die von hier nach Westen führende Strecke der Ziese war ursprünglich der Unterlauf des Hanshäger Baches und wird dementsprechend unter derselben Gewässerkennzahl geführt. Gleichwohl wird dieser Abschnitt heute zumeist zur Ziese gerechnet. Der Bach passiert noch eine Schleuse, bevor er schließlich in die Dänische Wiek des Greifswalder Boddens mündet. Auch im Unterlauf trieb der Bach bei Neuendorf ab dem 13. Jahrhundert eine Mühle an, die 1535 verfallen war, dann aber als Walkmühle wieder aufgebaut wurde und noch im 17. Jahrhundert in Betrieb war.